# AFI's 100 Years...100 Songs
AFI's 100 Years ... 100 Songs (en català 100 anys de l'AFI... 100 cançons) és una llista de les 100 millors cançons del cinema americà del segle xx. La llista va ser revelada per l'American Film Institute el 22 de juny de 2004, en un especial de televisió de la CBS presentat per John Travolta, que va aparèixer en dues pel·lícules premiades per la llista, Saturday Night Fever i Grease.

## Pel·lícules més representades
Singin 'in the Rain, The Sound of Music i West Side Story tenen tres cançons a la llista mentre que The Wizard of Oz, A Star Is Born (nº11 i nº16) de les versions cinematogràfiques de 1954 i 1976, Funny Girl i Meet Me a St. Louis tenen cadascuna dues entrades.

## Compositors més representats
- Richard Rodgers - 6 cançons
- Harold Arlen - 5 cançons
- Leonard Bernstein - 4 cançons
- Irving Berlin - 3 cançons
- Nacio Herb Brown -3 cançons
- Ray Evans: 3 cançons
- George Gershwin - 3 cançons
- John Kander - 3 cançons
- Jule Styne - 3 cançons

## Lletristes més representats
- Oscar Hammerstein II - 6
- Ira Gershwin - 4
- Irving Berlin - 3
- Fred Ebb - 3
- Arthur Freed - 3
- Stephen Sondheim - 3

## Cantants més representats
Judy Garland (que també figura al primer lloc per " Over the Rainbow") i Gene Kelly estan empatats amb cinc cançons cadascuna; Les cançons de Garland són solos, mentre que només dues de Kelly es van interpretar en solitari. Julie Andrews, Fred Astaire, Marni Nixon i Barbra Streisand segueixen Garland i Kelly amb quatre cançons cadascú. Totes les cançons interpretades per Astaire i Streisand es classifiquen a la meitat superior de la llista. Astaire va ser co-acreditada per tres de les seves quatre cançons, mentre que Streisand interpretava les quatre cançons ella mateixa.

## La llista
| #   | Cançó                                          | Pel·lícula                         | Any  | Intèrpret(s)                                                              | Autor(s)                                                           |
| --- | ---------------------------------------------- | ---------------------------------- | ---- | ------------------------------------------------------------------------- | ------------------------------------------------------------------ |
| 1   | "Over the Rainbow"                             | El màgic d'Oz                      | 1939 | Judy Garland                                                              | Harold Arlen, E.Y. Harburg                                         |
| 2   | "As Time Goes By"                              | Casablanca                         | 1942 | Dooley Wilson                                                             | Herman Hupfeld                                                     |
| 3   | "Singin' in the Rain"                          | Cantant sota la pluja              | 1952 | Gene Kelly                                                                | Nacio Herb Brown, Arthur Freed                                     |
| 4   | "Moon River"                                   | Esmorzar amb diamants              | 1961 | Audrey Hepburn                                                            | Henry Mancini, Johnny Mercer                                       |
| 5   | "White Christmas"                              | Holiday Inn                        | 1942 | Bing Crosby                                                               | Irving Berlin                                                      |
| 6   | "Mrs. Robinson"                                | El graduat                         | 1967 | Simon & Garfunkel                                                         | Paul Simon                                                         |
| 7   | "When You Wish Upon a Star"                    | Pinotxo                            | 1940 | Cliff Edwards aka "Ukulele Ike" (com Jiminy Cricket)                      | Leigh Harline, Ned Washington                                      |
| 8   | "The Way We Were"                              | Tal com érem                       | 1973 | Barbra Streisand                                                          | Marvin Hamlisch, Alan i Marilyn Bergman                            |
| 9   | "Stayin' Alive"                                | Febre del dissabte nit             | 1977 | The Bee Gees                                                              | Barry Gibb, Robin Gibb, Maurice Gibb                               |
| 10  | "The Sound of Music"                           | Somriures i llàgrimes              | 1965 | Julie Andrews                                                             | Richard Rodgers, Oscar Hammerstein II                              |
| 11  | "The Man That Got Away"                        | A Star Is Born                     | 1954 | Judy Garland                                                              | Harold Arlen, Ira Gershwin                                         |
| 12  | "Diamonds Are a Girl's Best Friend"            | Els senyors prefereixen les rosses | 1953 | Marilyn Monroe (també doblada parcialment per Marni Nixon)                | Jule Styne, Leo Robin                                              |
| 13  | "People"                                       | Funny Girl                         | 1968 | Barbra Streisand                                                          | Jule Styne, Bob Merrill                                            |
| 14  | "My Heart Will Go On"                          | Titanic                            | 1997 | Céline Dion                                                               | James Horner, Will Jennings                                        |
| 15  | "Cheek to Cheek"                               | Barret de copa                     | 1935 | Fred Astaire, Ginger Rogers                                               | Irving Berlin                                                      |
| 16  | "Evergreen (Love Theme from A Star Is Born)"   | Ha nascut una estrella             | 1976 | Barbra Streisand                                                          | Barbra Streisand, Paul Williams                                    |
| 17  | "I Could Have Danced All Night"                | My Fair Lady                       | 1964 | Marni Nixon (doblant Audrey Hepburn)                                      | Frederick Loewe, Alan Jay Lerner                                   |
| 18  | "Cabaret"                                      | Cabaret                            | 1972 | Liza Minnelli                                                             | John Kander, Fred Ebb                                              |
| 19  | "Someday My Prince Will Come"                  | La Blancaneu i els set nans        | 1937 | Adriana Caselotti (com la Blancaneu)                                      | Frank Churchill, Larry Morey                                       |
| 20  | "Somewhere"                                    | West Side Story                    | 1961 | Jimmy Bryant (doblant Richard Beymer), Marni Nixon (doblant Natalie Wood) | Leonard Bernstein, Stephen Sondheim                                |
| 21  | "Jailhouse Rock"                               | Jailhouse Rock                     | 1957 | Elvis Presley                                                             | Jerry Leiber and Mike Stoller                                      |
| 22  | "Everybody's Talkin'"                          | Cowboy de mitjanit                 | 1969 | Harry Nilsson                                                             | Fred Neil                                                          |
| 23  | "Raindrops Keep Fallin' on My Head"            | Butch Cassidy and the Sundance Kid | 1969 | B. J. Thomas                                                              | Burt Bacharach, Hal David                                          |
| 24  | "Ol' Man River"                                | Show Boat                          | 1936 | Paul Robeson                                                              | Jerome Kern, Oscar Hammerstein II                                  |
| 25  | "High Noon (Do Not Forsake Me, Oh My Darlin')" | Sol davant el perill               | 1952 | Tex Ritter                                                                | Dimitri Tiomkin, Ned Washington                                    |
| 26  | "The Trolley Song"                             | Meet Me in St. Louis               | 1944 | Judy Garland                                                              | Hugh Martin, Ralph Blane                                           |
| 27  | "Unchained Melody"                             | Unchained                          | 1955 | Todd Duncan                                                               | Alex North, Hy Zaret                                               |
| 28  | "Some Enchanted Evening"                       | South Pacific                      | 1958 | Giorgio Tozzi (doblant Rossano Brazzi)                                    | Richard Rodgers, Oscar Hammerstein II                              |
| 29  | "Born to Be Wild"                              | Easy Rider                         | 1969 | Steppenwolf                                                               | Mars Bonfire                                                       |
| 30  | "Stormy Weather"                               | Stormy Weather                     | 1943 | Lena Horne                                                                | Harold Arlen, Ted Koehler                                          |
| 31  | "Theme from New York, New York"                | New York, New York                 | 1977 | Liza Minnelli                                                             | John Kander, Fred Ebb                                              |
| 32  | "I Got Rhythm"                                 | Un americà a Paris                 | 1951 | Gene Kelly                                                                | George Gershwin, Ira Gershwin                                      |
| 33  | "Aquarius"                                     | Hair                               | 1979 | Ren Woods, conjunt                                                        | Galt MacDermot, James Rado, Gerome Ragni                           |
| 34  | "Let's Call the Whole Thing Off"               | Ritme boig                         | 1937 | Fred Astaire, Ginger Rogers                                               | George Gershwin, Ira Gershwin                                      |
| 35  | "America"                                      | West Side Story                    | 1961 | Rita Moreno, George Chakiris, conjunt                                     | Leonard Bernstein, Stephen Sondheim                                |
| 36  | "Supercalifragilisticexpialidocious"           | Mary Poppins                       | 1964 | Julie Andrews, Dick Van Dyke, conjunt                                     | Germans Sherman                                                    |
| 37  | "Swinging on a Star"                           | Going My Way                       | 1944 | Bing Crosby                                                               | Jimmy Van Heusen, Johnny Burke                                     |
| 38  | "Theme from Shaft"                             | Les nits roges de Harlem           | 1971 | Isaac Hayes, cor                                                          | Isaac Hayes                                                        |
| 39  | "Days of Wine and Roses"                       | Dies de vi i roses                 | 1962 | Cor                                                                       | Henry Mancini, Johnny Mercer                                       |
| 40  | "Fight the Power"                              | Do the Right Thing                 | 1989 | Public Enemy                                                              | Carlton Ridenhour, Eric Sadler, Hank Saxley, Keith Boxley          |
| 41  | "New York, New York"                           | Un dia a Nova York                 | 1949 | Gene Kelly, Frank Sinatra i Jules Munshin                                 | Leonard Bernstein, Betty Comden, Adolph Green                      |
| 42  | "Luck Be a Lady"                               | Ells i elles                       | 1955 | Marlon Brando, conjunt                                                    | Frank Loesser                                                      |
| 43  | "The Way You Look Tonight"                     | En ales de la dansa                | 1936 | Fred Astaire                                                              | Jerome Kern, Dorothy Fields                                        |
| 44  | "Wind Beneath My Wings"                        | Beaches                            | 1988 | Bette Midler                                                              | Jeff Silbar, Larry Henley                                          |
| 45  | "That's Entertainment"                         | Melodies de Broadway               | 1953 | Fred Astaire, Jack Buchanan, Nanette Fabray, Oscar Levant                 | Arthur Schwartz, Howard Dietz                                      |
| 46  | "Don't Rain on My Parade"                      | Funny Girl                         | 1968 | Barbra Streisand                                                          | Jule Styne, Bob Merrill                                            |
| 47  | "Zip-a-Dee-Doo-Dah"                            | Song of the South                  | 1946 | James Baskett                                                             | Allie Wrubel, Ray Gilbert                                          |
| 48  | "Que Sera, Sera (Whatever Will Be, Will Be)"   | L'home que sabia massa             | 1956 | Doris Day                                                                 | Jay Livingston, Ray Evans                                          |
| 49  | "Make 'Em Laugh"                               | Cantant sota la pluja              | 1952 | Donald O'Connor                                                           | Nacio Herb Brown, Arthur Freed                                     |
| 50  | "Rock Around the Clock"                        | La jungla de les pissarres         | 1955 | Bill Haley & His Comets                                                   | Max C. Freedman, James E. Myers                                    |
| 51  | "Fame"                                         | Fama                               | 1980 | Irene Cara                                                                | Michael Gore, Dean Pitchford                                       |
| 52  | "Summertime"                                   | Porgy and Bess                     | 1959 | Loulie Jean Norman                                                        | George Gershwin, DuBose Heyward                                    |
| 53  | "Goldfinger"                                   | Goldfinger                         | 1964 | Shirley Bassey                                                            | John Barry, Leslie Bricusse, Anthony Newley                        |
| 54  | "Shall We Dance?"                              | The King and I                     | 1956 | Marni Nixon (doblant Deborah Kerr), Yul Brynner                           | Richard Rodgers, Oscar Hammerstein II                              |
| 55  | "Flashdance... What a Feeling"                 | Flashdance                         | 1983 | Irene Cara                                                                | Giorgio Moroder, Keith Forsey, Irene Cara                          |
| 56  | "Thank Heaven for Little Girls"                | Gigí                               | 1958 | Maurice Chevalier                                                         | Frederick Loewe, Alan Jay Lerner                                   |
| 57  | "The Windmills of Your Mind"                   | El cas de Thomas Crown             | 1968 | Noel Harrison                                                             | Michel Legrand, Alan i Marilyn Bergman                             |
| 58  | "Gonna Fly Now"                                | Rocky                              | 1976 | DeEtta Little, Nelson Pigford                                             | Bill Conti, Carol Connors, Ayn Robbins                             |
| 59  | "Tonight"                                      | West Side Story                    | 1961 | Marni Nixon (doblant Natalie Wood), Jimmy Bryant (doblant Richard Beymer) | Leonard Bernstein, Stephen Sondheim                                |
| 60  | "It Had to Be You"                             | Quan en Harry va trobar la Sally   | 1989 | Frank Sinatra, Harry Connick Jr.                                          | Isham Jones, Gus Kahn                                              |
| 61  | "Get Happy"                                    | Summer Stock                       | 1950 | Judy Garland                                                              | Harold Arlen, Ted Koehler                                          |
| 62  | "Beauty and the Beast"                         | La bella i la bèstia               | 1991 | Angela Lansbury (com a Mrs. Potts)                                        | Alan Menken, Howard Ashman                                         |
| 63  | "Thanks for the Memory"                        | The Big Broadcast of 1938          | 1938 | Bob Hope, Shirley Ross                                                    | Ralph Rainger, Leo Robin                                           |
| 64  | "My Favorite Things"                           | Somriures i llàgrimes              | 1965 | Julie Andrews                                                             | Richard Rodgers, Oscar Hammerstein II                              |
| 65  | "I Will Always Love You"                       | El guardaespatlles                 | 1992 | Whitney Houston                                                           | Dolly Parton                                                       |
| 66  | "Suicide Is Painless"                          | M*A*S*H                            | 1970 | Cor                                                                       | Johnny Mandel, Mike Altman                                         |
| 67  | "Nobody Does It Better"                        | L'espia que em va estimar          | 1977 | Carly Simon                                                               | Marvin Hamlisch, Carole Bayer Sager                                |
| 68  | "Streets of Philadelphia"                      | Filadèlfia                         | 1993 | Bruce Springsteen                                                         | Bruce Springsteen                                                  |
| 69  | "On the Good Ship Lollipop"                    | Bright Eyes                        | 1934 | Shirley Temple                                                            | Richard A. Whiting, Sidney Clare                                   |
| 70  | "Summer Nights"                                | Grease                             | 1978 | John Travolta, Olivia Newton-John                                         | Warren Casey, Jim Jacobs                                           |
| 71  | "(I'm a) Yankee Doodle Dandy"                  | Yankee Doodle Dandy                | 1942 | James Cagney                                                              | George M. Cohan                                                    |
| 72  | "Good Morning"                                 | Cantant sota la pluja              | 1952 | Gene Kelly, Donald O'Connor, Debbie Reynolds                              | Nacio Herb Brown, Arthur Freed                                     |
| 73  | "Isn't It Romantic?"                           | Love Me Tonight                    | 1932 | Maurice Chevalier, Jeanette MacDonald                                     | Richard Rodgers, Lorenz Hart                                       |
| 74  | "Rainbow Connection"                           | The Muppet Movie                   | 1979 | Jim Henson (com Kermit the Frog)                                          | Paul Williams, Kenneth Ascher                                      |
| 75  | "Up Where We Belong"                           | Oficial i cavaller                 | 1982 | Joe Cocker, Jennifer Warnes                                               | Jack Nitzsche, Buffy Sainte-Marie, Will Jennings                   |
| 76  | "Have Yourself a Merry Little Christmas"       | Meet Me in St. Louis               | 1944 | Judy Garland                                                              | Hugh Martin, Ralph Blane                                           |
| 77  | "The Shadow of Your Smile"                     | Castells a la sorra                | 1965 | Cor                                                                       | Johnny Mandel, Paul Francis Webster                                |
| 78  | "9 to 5"                                       | Com eliminar el seu cap            | 1980 | Dolly Parton                                                              | Dolly Parton                                                       |
| 79  | "Arthur's Theme (Best That You Can Do)"        | Arthur, el solter d'or             | 1981 | Christopher Cross                                                         | Christopher Cross, Burt Bacharach, Carole Bayer Sager, Peter Allen |
| 80  | "Springtime for Hitler"                        | Els productors                     | 1967 | Conjunt                                                                   | Mel Brooks                                                         |
| 81  | "I'm Easy"                                     | Nashville                          | 1975 | Keith Carradine                                                           | Keith Carradine                                                    |
| 82  | "Ding-Dong! The Witch Is Dead"                 | El màgic d'Oz                      | 1939 | Conjunt                                                                   | Harold Arlen, E.Y. Harburg                                         |
| 83  | "The Rose"                                     | La rosa                            | 1979 | Bette Midler                                                              | Amanda McBroom                                                     |
| 84  | "Put the Blame on Mame"                        | Gilda                              | 1946 | Anita Ellis (doblant Rita Hayworth)                                       | Allan Roberts, Doris Fisher                                        |
| 85  | "Come What May"                                | Moulin Rouge!                      | 2001 | Nicole Kidman, Ewan McGregor                                              | David Baerwald                                                     |
| 86  | "(I've Had) The Time of My Life"               | Dirty Dancing                      | 1987 | Bill Medley, Jennifer Warnes                                              | Franke Previte, Donald Markowitz, John DeNicola                    |
| 87  | "Buttons and Bows"                             | The Paleface                       | 1948 | Bob Hope                                                                  | Jay Livingston, Ray Evans                                          |
| 88  | "Do Re Mi"                                     | Somriuers i llàgrimes              | 1965 | Julie Andrews, Conjunt                                                    | Richard Rodgers, Oscar Hammerstein II                              |
| 89  | "Puttin' On the Ritz"                          | El jove Frankenstein               | 1974 | Gene Wilder, Peter Boyle                                                  | Irving Berlin                                                      |
| 90  | "Seems Like Old Times"                         | Annie Hall                         | 1977 | Diane Keaton                                                              | Carmen Lombardo, John Jacob Loeb                                   |
| 91  | "Let the River Run"                            | Working Girl                       | 1988 | Carly Simon                                                               | Carly Simon                                                        |
| 92  | "Long Ago (and Far Away)"                      | Les models                         | 1944 | Gene Kelly, Martha Mears (doblant Rita Hayworth)                          | Jerome Kern, Ira Gershwin                                          |
| 93  | "Lose Yourself"                                | 8 Mile                             | 2002 | Eminem                                                                    | Eminem, Luis Resto, Jeff Bass                                      |
| 94  | "Ain't Too Proud to Beg"                       | The Big Chill                      | 1983 | The Temptations                                                           | Norman Whitfield, Edward Holland Jr.                               |
| 95  | "(We're Off on the) Road to Morocco"           | Road to Morocco                    | 1942 | Bing Crosby, Bob Hope                                                     | Jimmy Van Heusen, Johnny Burke                                     |
| 96  | "Footloose"                                    | Footloose                          | 1984 | Kenny Loggins                                                             | Kenny Loggins, Dean Pitchford                                      |
| 97  | "42nd Street"                                  | El carrer 42                       | 1933 | Ruby Keeler, Dick Powell, Conjunt                                         | Harry Warren, Al Dubin                                             |
| 98  | "All That Jazz"                                | Chicago                            | 2002 | Catherine Zeta-Jones, Renée Zellweger                                     | John Kander, Fred Ebb                                              |
| 99  | "Hakuna Matata"                                | The Lion King                      | 1994 | Nathan Lane, Ernie Sabella, Jason Weaver, Joseph Williams                 | Elton John, Tim Rice                                               |
| 100 | "Old Time Rock and Roll"                       | Risky Business                     | 1983 | Bob Seger                                                                 | George Jackson, Thomas E. Jones III                                |